# Gianfranco Stella
Gianfranco Stella detto Franco (Asiago, 20 dicembre 1938) è un ex fondista, scialpinista e allenatore di sci nordico italiano.

## Biografia

### Carriera nello sci di fondo
Entrato nella rinnovata nazionale italiana dopo gli VIII Giochi olimpici invernali di Squaw Valley 1960, in carriera prese parte a tre edizioni dei Giochi olimpici invernali, Innsbruck 1964 (18º nella 30 km), Grenoble 1968 (13º nella 15 km, 23º nella 30 km) e Sapporo 1972 (28º nella 15 km) e a tre dei Campionati mondiali, vincendo il bronzo nella staffetta di Oslo 1966 in squadra con Giulio De Florian, Franco Nones e Franco Manfroi.
Ottenuto anche vari successi e diversi piazzamenti nelle classiche internazionali dello sci nordico, da Holmenkollen a Rovaniemi, dalla Limaloppet alla Coppa Kurikkala. 

### Carriera nello sci alpinismo
Dal 1962 al 1975 Stella ha colto anche diversi successi nelle classiche dello sci alpinismo italiane, con tre vittorie nel Trofeo del Canin, due nel Trofeo Mezzalama

### Carriera da allenatore
Ancor prima del ritiro dalle competizioni ha iniziato l'attività di allenatore della nazionale italiana di sci nordico. Ha allenato la nazionale B e poi ha seguito come accompagnatore la squadra azzurra ai Mondiali del 1974 a Falun. In seguito è stato allenatore presso il Centro addestramento alpino, prima a Courmayeur (fino al 1983) e poi ad Aosta (fino al 1991).

## Palmarès

### Sci di fondo

#### Mondiali
- 1 medaglia:
  - 1 bronzo (staffetta a Oslo 1966)

#### Campionati italiani
- 13 medaglie[1]:
  - 3 ori (15 km, 30 km, staffetta nel 1968)
  - 7 argenti (staffetta nel 1964; staffetta nel 1965; staffetta nel 1966; staffetta nel 1967; staffetta nel 1969; 15 km nel 1970; 15 km nel 1972)
  - 3 bronzi (staffetta nel 1971; staffetta nel 1972; staffetta nel 1974)

### Sci alpinismo

#### Trofeo Mezzalama
- 3 podi[1]:
  - 2 vittorie (1971, 1973)
  - 1 secondo posto (1975)

#### Trofeo del Canin
- 3 vittorie (1962, 1966, 1975)[1]